# Theodor Wulf
Theodor Wulf (28. července 1868 – 19. června 1946) byl německý fyzik a jezuitský kněz, který byl jedním z prvních experimentátorů, kteří detekovali přebytek atmosférického záření.
Jezuitským knězem se stal ve 20 letech, předtím než vystudoval fyziku. Jeho spolužákem na univerzitě v Göttingenu byl Walther Hermann Nernst. Vyučoval fyziku na jezuitské univerzitě ve Valkenburgu aan de Geul v Nizozemsku v letech 1904 – 1914 a 1918 – 1935. Navrhl a zkonstruoval elektroměr, který mohl odhalit přítomnost energetických nabitých částic nebo elektromagnetických vln. Svými elektroměry odhalil přirozené zdroje záření, předpokládal tedy, že kdyby byl od těchto přirozených zdrojů dostatečně daleko, odhalil by záření méně.
Aby svoji hypotézu otestoval, měřil v roce 1910 rozdíl mezi zářením ve spodní a horní části Eiffelovy věže. Zjistil, že ionizace klesla ze 6 iontů cm−3 na 3.5 ions cm−3 na vrcholu Eiffelovy věže ve výšce 330 metrů. V případě že by byla ionizace způsobena gama zářením z povrchu země, měla by se ionizace po 80 metrech snížit na polovinu. Energie tedy přicházela ze zdrojů mimo zemskou atmosféru z kosmu, proto bylo nazváno jako kosmické záření. Wulf svá pozorování publikoval v periodiku Physikalische Zeitschrift.